# Slivonice
Slivonice jsou vesnice, část obce Velký Bor v okrese Klatovy v Plzeňském kraji. Nachází se asi šest kilometrů východně od Velkého Boru. Slivonice jsou také název katastrálního území o rozloze 2,81 km², které je exklávou obce Velký Bor – s ostatními dvěma katastrálními územími této obce přímo nesousedí.

## Historie
První písemná zmínka o vesnici pochází z roku 1481.

## Obyvatelstvo
| Rok            | 1869 | 1880 | 1890 | 1900 | 1910 | 1921 | 1930 | 1950 | 1961 | 1970 | 1980 | 1991 | 2001 | 2011 | 2021 |
| -------------- | ---- | ---- | ---- | ---- | ---- | ---- | ---- | ---- | ---- | ---- | ---- | ---- | ---- | ---- | ---- |
| Počet obyvatel | 206  | 195  | 167  | 183  | 186  | 159  | 145  | 129  | 126  | 118  | 97   | 80   | 65   | 72   | 84   |
| Počet domů     | 25   | 29   | 30   | 33   | 32   | 32   | 32   | 31   | 28   | 31   | 31   | 35   | 34   | 35   | 35   |

## Obecní správa
Při sčítání lidu v letech 1850–1960 Slivonice byly samostatnou obcí, se kterým patřily nejprve do okresu Strakonice, ale v roce 1950 v okrese Horažďovice. V letech 1961–1976 byly částí obce Komušín v okrese Klatovy. Od 30. dubna 1976 do 30. června 1980 byly částí obce Svéradice v okrese Klatovy. Od 1. července 1980 jsou částí obce Velký Bor v okrese Klatovy. Poté se Svéradice opět osamostatnily, ale Slivonice již zůstaly součástí Velkého Boru.

## Společnost

### Školství
Děti ze Slivonic chodily do roku 1910 do školy v Záboří. Poté byla postavena nová škola v Čečelovicích a děti začaly docházet sem. Po jejím zrušení v roce 1965, začaly děti z obce opět chodit do školy v Záboří.